# Bucoda (Washington)
Bucoda es un pueblo ubicado en el condado de Thurston en el estado estadounidense de Washington. En el año 2000 tenía una población de 628 habitantes y una densidad poblacional de 548,1 personas por km².

## Geografía
Bucoda se encuentra ubicada en las coordenadas 46°47′52″N 122°52′6″O / 46.79778, -122.86833.

## Demografía
Según la Oficina del Censo en 2000 los ingresos medios por hogar en la localidad eran de $34.286, y los ingresos medios por familia eran $32.708. Los hombres tenían unos ingresos medios de $36.071 frente a los $22.321 para las mujeres. La renta per cápita para la localidad era de $16.613. Alrededor del 25,1% de la población estaban por debajo del umbral de pobreza.